# Cerylon liliputanum
Cerylon liliputanum is een keversoort uit de familie dwerghoutkevers (Cerylonidae). De wetenschappelijke naam van de soort werd in 1918 gepubliceerd door Antoine Henri Grouvelle.